# Cajun-Frans

Frans spreiding in Louisiana in 2015. Gedeelten gemarkeerd in geel zijn gebieden waar 4–10% van de populatie thuis Frans of Cajun-Frans spreekt, oranje 10–15%, rood 15–20%.

Cajun-Frans is een variant van het Acadisch Frans, gesproken door de cajunbevolking in Louisiana. Het aantal sprekers bedroeg bij de volkstelling van 2000 nog 194.100 personen, vooral in de streek rondom de stad Lafayette. Zij zijn vooral te vinden onder de oudere bevolking; het aantal sprekers loopt dan ook snel terug.
Het Cajun-Frans heeft enkele van de kenmerken van het Frans zoals dat enkele eeuwen geleden werd uitgesproken; het heeft niet de invloed ondergaan van taalveranderingen die hun oorsprong vonden in de taal van de hogere standen in Parijs. Zo wordt roi nog als "rwè" uitgesproken en niet als "rwa", zoals in het Standaardfrans gebruikelijk sinds ongeveer 1800. Ook de "r" is nog rollend in plaats van een brouwende huigklank. In dit opzicht komt het overeen met vele huidige Franse dialecten.
Omdat er geen officiële spelling van de taal is en de meeste sprekers geen Frans hebben leren schrijven, wordt het geschreven Cajun vaak op z'n Engels gespeld.